# ریو هایامی
ریو هایامی (انگلیسی: Ryo Hayami؛ زادهٔ ۱۴ نوامبر ۱۹۴۹) بازیگر اهل ژاپن است.